# エリダヌス座ウプシロン2星
エリダヌス座υ2星（エリダヌスざウプシロン2せい）は、エリダヌス座の恒星で4等星。

## 名称
固有名のテーミン（Theemin）は、変化に富んだ経緯を経て現在の形となっている。元々はトレミーが著書『アルマゲスト』の中でυ3星に付けた「（川の）曲がり目」を意味する ηκαμπη に由来する。これがアラビア語に bhmn と訳されて取り入れられ、さらにアラビア語訳された『アルマゲスト』が中世のヨーロッパに紹介されたときに誤って beemun と伝えられ、さらに beemimやbeemin と崩された。さらに、この言葉がヘブライ語で「双子」を意味する te)omim に由来するものと誤解された。最後に、υ1星からh星まで続く暗い星々を指す Theemin となった。2017年2月1日に国際天文学連合の恒星の命名に関するワーキンググループ (Working Group on Star Names, WGSN) によって、Theeminは υ2星の固有名として承認された。